# 牛街河 (横江支流)
牛街河，是中国长江流域的一条河流，汇入横江，属于金沙江水系。河长129千米，流域面积3019平方千米，年均流量117立方米每秒。自然落差680米。水能理论蕴藏量25万千瓦。